# Paul Rothrock
Paul Rothrock (Seattle, 9 gennaio 1999) è un calciatore statunitense, attaccante del Seattle Sounders.

## Carriera

### Club
È cresciuto nel settore giovanile del Seattle Sounders e nel 2017 ha giocato un incontro di United Soccer League con la formazione Under-23, realizzando una rete nella sconfitta per 4-1 contro il Real Monarchs. Nel 2017 si è iscritto all'Università di Notre Dame dove ha iniziato a giocare con i Notre Dame Fighting Irish e due anni più tardi ha cambiato ateneo passando all'Università di Georgetown dove ha giocato con i Georgetown Hoyas e, per alcune partite, con l'OSA Seattle in NPSL.
Nel SuperDraft MLS del 2021 è stato selezionato dal Toronto FC ed il 18 maggio ha firmato un contratto professionistico con la seconda squadra del club canadese. Ha debuttato nove giorni più tardi nell'incontro di USL League One perso 2-1 contro il FC Tucson ed il 1º ottobre ha segnato il suo primo gol nel successo per 3-0 contro il North Carolina. Ha debuttato in prima squadra l'8 maggio 2022 nell'incontro di MLS perso 1-0 contro il Vancouver Whitecaps.
Nel gennaio del 2023 ha firmato con i Tacoma Defiance, la squadra riserve del Seattle Sounders. Il 26 aprile seguente ha ricevuto la prima convocazione in prima squadra ed il giorno seguente ha debuttato andando in gol nel successo per 5-4 sul San Diego Loyal. Il 15 agosto ha firmato un contratto con la prima squadra.

### Nazionale
Nel 2017 ha giocato un incontro con la nazionale statunitense Under-18.

## Statistiche

### Presenze e reti nei club
Statistiche aggiornate all'8 giugno 2025.
| Stagione                                  | Squadra                                   | Campionato                                | Campionato | Campionato | Coppe nazionali | Coppe nazionali | Coppe nazionali | Coppe continentali | Coppe continentali | Coppe continentali | Altre coppe | Altre coppe | Altre coppe | Totale | Totale | Totale |
| Stagione                                  | Squadra                                   | Comp                                      | Pres       | Reti       | Comp            | Pres            | Reti            | Comp               | Pres               | Reti               | Comp        | Pres        | Reti        | Pres   | Reti   |        |
| ----------------------------------------- | ----------------------------------------- | ----------------------------------------- | ---------- | ---------- | --------------- | --------------- | --------------- | ------------------ | ------------------ | ------------------ | ----------- | ----------- | ----------- | ------ | ------ | ------ |
| 2017                                      | Seattle Sounders 2                        | USL                                       | 1          | 1          | -               | -               | -               | -                  | -                  | -                  | -           | -           | -           | 1      | 1      |        |
| 2019                                      | OSA Seattle                               | NPSL                                      | 3          | 0          | -               | -               | -               | -                  | -                  | -                  | -           | -           | -           | 3      | 0      |        |
| 2021                                      | Toronto FC II                             | USL1                                      | 12         | 4          | -               | -               | -               | -                  | -                  | -                  | -           | -           | -           | 12     | 4      |        |
| 2022                                      | Toronto FC II                             | MNP                                       | 17+2       | 7+1        | -               | -               | -               | -                  | -                  | -                  | -           | -           | -           | 19     | 8      |        |
| Totale Toronto FC II                      | Totale Toronto FC II                      | Totale Toronto FC II                      | 29+2       | 11+1       |                 | -               | -               |                    | -                  | -                  |             | -           | -           | 31     | 12     |        |
| 2022                                      | Toronto FC                                | MLS                                       | 2          | 0          | USOC            | 0               | 0               | -                  | -                  | -                  | -           | -           | -           | 2      | 0      |        |
| 2023                                      | Tacoma Defiance                           | MNP                                       | 21         | 7          | -               | -               | -               | -                  | -                  | -                  | -           | -           | -           | 21     | 7      |        |
| 2024                                      | Tacoma Defiance                           | MNP                                       | 2          | 1          | -               | -               | -               | -                  | -                  | -                  | -           | -           | -           | 2      | 1      |        |
| Totale Seattle Sounders 2/Tacoma Defiance | Totale Seattle Sounders 2/Tacoma Defiance | Totale Seattle Sounders 2/Tacoma Defiance | 24         | 9          |                 | -               | -               |                    | -                  | -                  |             | -           | -           | 24     | 9      |        |
| 2023                                      | Seattle Sounders                          | MLS                                       | 4          | 1          | USOC            | 2               | 2               | -                  | -                  | -                  | -           | -           | -           | 6      | 3      |        |
| 2024                                      | Seattle Sounders                          | MLS                                       | 24+2       | 5+0        | USOC            | 4               | 1               | -                  | -                  | -                  | LC          | 5           | 2           | 35     | 8      |        |
| 2025                                      | Seattle Sounders                          | MLS                                       | 18         | 2          | -               | -               | -               | CCC                | 4                  | 0                  | Cmc         | -           | -           | 22     | 2      |        |
| Totale Seattle Sounders                   | Totale Seattle Sounders                   | Totale Seattle Sounders                   | 46+2       | 8+0        |                 | 6               | 3               |                    | 4                  | 0                  |             | 5           | 2           | 63     | 13     |        |
| Totale carriera                           | Totale carriera                           | Totale carriera                           | 108        | 29         |                 | 6               | 3               |                    | 4                  | 0                  |             | 5           | 2           | 123    | 34     |        |